# Hyalarctia sericea
Hyalarctia sericea är en fjärilsart som beskrevs av William Schaus 1901. Hyalarctia sericea ingår i släktet Hyalarctia och familjen björnspinnare. Inga underarter finns listade i Catalogue of Life.